# Ferme de Lauzelle
La ferme de Lauzelle (en wallon la cinse di law'jale) est une ferme brabançonne située à Louvain-la-Neuve, section de la ville belge d'Ottignies-Louvain-la-Neuve, en Brabant wallon.
Comme la ferme du Biéreau, elle a donné son nom à un des quatre quartiers de Louvain-la-Neuve.
Propriété de l'UCLouvain, elle est la première ferme universitaire consacrée à la recherche scientifique de terrain sur le maraîchage bio.

## Localisation
La ferme se dresse au numéro 1 du chemin de Lauzelle, au nord de la cité universitaire de Louvain-la-Neuve, le long de la chaussée de Namur (route nationale 4) qui relie Louvain-la-Neuve à Wavre.
Ses terres sont situées aux limites d'Ottignies, de Corroy-le-Grand et de Wavre,, commune dont elle dépendait jusqu'en 1977 avant d'être rattachée à Ottignies-Louvain-la-Neuve lors de la fusion des communes.
Ses bâtiments et ses hangars sont disposés de part et d'autre de la rue Arthur Hardy.

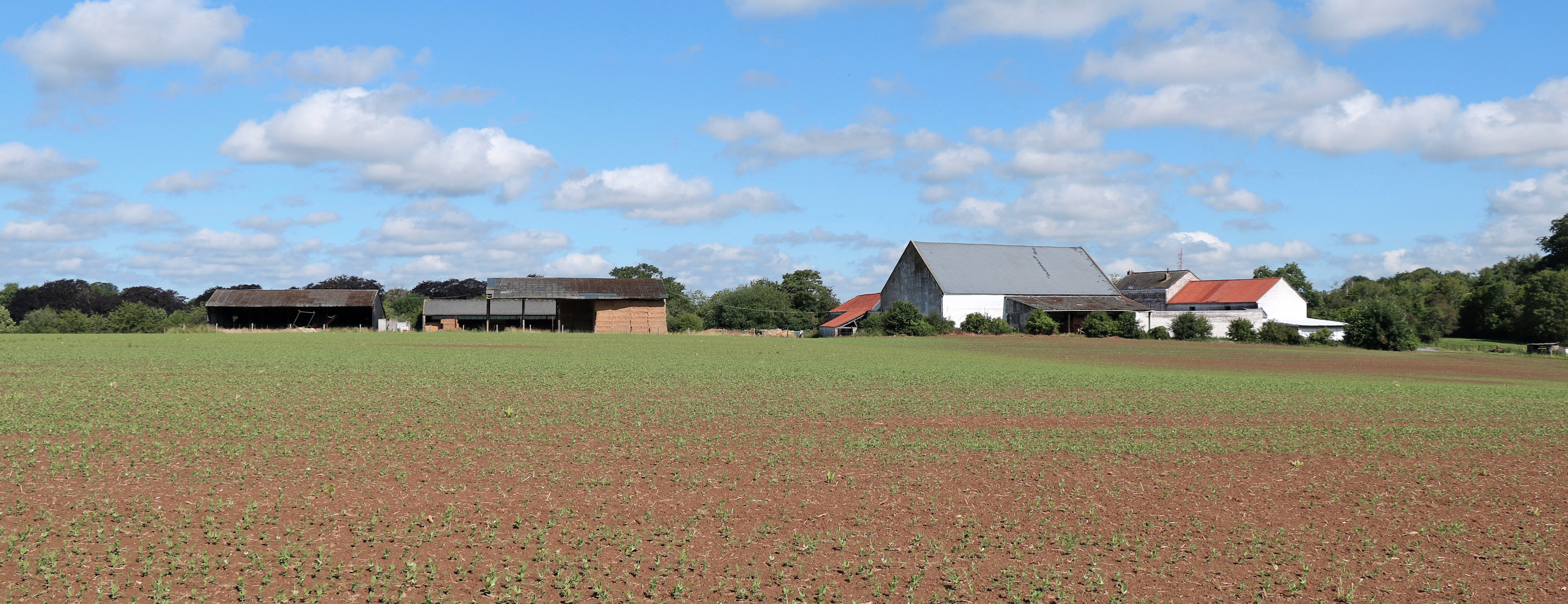
La ferme et ses terres vues depuis le boulevard de Lauzelle.

## Historique
Selon Jules Tarlier et Alphonse Wauters, « la cense de Lauzelle date des dernières années du onzième siècle. En l'année 1111, par une charte datée de son château d'Yscche, le duc Godefroid Ier la prit sous sa protection, ainsi que l'alleu de Sainte-Gertrude, que le monastère d'Afflighem avait acquis de l'abbesse de Nivelles et de la prévôte Mathilde (…) En 1147, l'évêque de Liège Henri désigna spécialement cette ferme (curtis de Ausele in parrochia de Wavere) dans une charte de confirmation des biens que les religieux d'Afflighem possédaient dans son diocèse. Ses dépendances s'étendaient à la fois sur Wavre, Limal, Ottignies, Neusart, Vieusart et Corroy-le-Grand, et ses bâtiments étaient situés sur trois communes différentes, Wavre, Ottignies et Corroy ».   
La ferme fut vendue en 1797,. 
À la fin des années 1960, « les premiers achats de terrains par l'Université catholique de Louvain, avant même que soit décidé le transfert complet de la section francophone, se sont faits au lieudit le « Champ de Lauzelle ». On a alors très vite utilisé la désignation « plateau de Lauzelle » pour nommer le site sur lequel devait s'implanter la nouvelle université (…) On a même parlé un temps de « Louvain-Lauzelle », avant que « Louvain-la-Neuve » ne s'impose… ».
En 2017, l'Université entame des travaux de réhabilitation destinés à rendre la ferme, qui est sa propriété, à sa fonction première, la production agricole. Les travaux se terminent en 2019 et la ferme devient un centre de recherche qui doit permettre aux chercheurs de l'université de tester les différentes solutions de production maraîchère. Elle est la première ferme universitaire consacrée à la recherche scientifique de terrain sur le maraîchage bio.

## Toponymie

### Formes anciennes
Le domaine de la ferme de Lauzelle a appartenu à l'abbaye d'Affligem, ce qui permet de disposer de formes anciennes depuis le XIIe siècle, inventoriées par Jean Martin dans son étude La ferme et le domaine de Lauzelle parue en 1969 dans le bulletin Wavriensia du Cercle Historique et Archéologique de Wavre (Tome XVIII, 1969, n° 5), dont voici quelques exemples :
1111 curtis de l'Auselle ; 1232  curtis de Auselle ; 1357 la maison de Lauweselle ;
1531 L'Auzelle ; 1624 la cense de Lauzelle ; 1737 la cense de Lauzelles ; 1864 la ferme de Lauzelle

### Étymologie
L'origine du toponyme Lauzelle a fait l'objet de multiples hypothèses.
Étymologie celtique
Selon une hypothèse formulée en 1987 par J. Devleeschouwer, Lauzelle aurait pour origine le celtique ouxsellâ « haut », c'est-à-dire « endroit élevé ». « La configuration des lieux ne contredit pas cette hypothèse : en effet, le territoire de Lauzelle, situé sur un plateau, est un sommet surplombant Wavre, Corroy-le-Grand et Ottignies ».
Ceci rapprocherait Lauzelle d'une série de toponymes français dérivés de l'adjectif celtique *uxelo « élevé », comme Ussel (Oxcello vico), Issoudun (Exolduno), Issel et « le Puy d'Issolud qui se veut être le fameux Uxellodunum, site d'une des dernières batailles de la guerre des Gaules (51 av. J.-C.) ».
Étymologie latine
Pour le linguiste et toponymiste Jules Herbillon, Lauzelle remonterait au latin *acucella « petite pointe », diminutif  de acus « aiguille, pointe »,. 
Herbillon soutient que l'« examen d'une carte géographique reproduisant les limites des communes révèle à première vue que le territoire de Lauzelle à Wavre forme une pointe caractérisée venant s'insérer entre les territoires de Corroy-le-Grand et d'Ottignies »,. Pour bien comprendre l'hypothèse de Jules Herbillon, il faut se rappeler que la ferme de Lauzelle dépendait de la commune de Wavre jusqu'en 1977.
Étymologie germano-romane
Une hypothèse avancée par Jean-Jacques Jespers dans son Dictionnaire des noms de lieux en Wallonie et à Bruxelles paru en 2005 aux Éditions Racine est que Lauzelle signifierait petit bois et proviendrait du germanique *lauha combiné au diminutif roman -cella.
Étymologie flamande
Plusieurs auteurs comme God. Kurth (1895), Fr. Petri (1937), J. Lindemans (1948) et Maurits Gysseling (1960) voient dans la finale de Lauzelle le produit du flamand ‑zeel(e), issu de l'ancien germanique *sali « maison ne comprenant qu'une pièce », mais ces hypothèses sont réfutées par Jules Herbillon en 1969,.

## Statut patrimonial
Non classée, la ferme de Lauzelle fait cependant l'objet d'une « inscription » comme monument et figure à l'Inventaire du patrimoine immobilier culturel de la Wallonie sous la référence 25121-INV-0041-021.

## Architecture

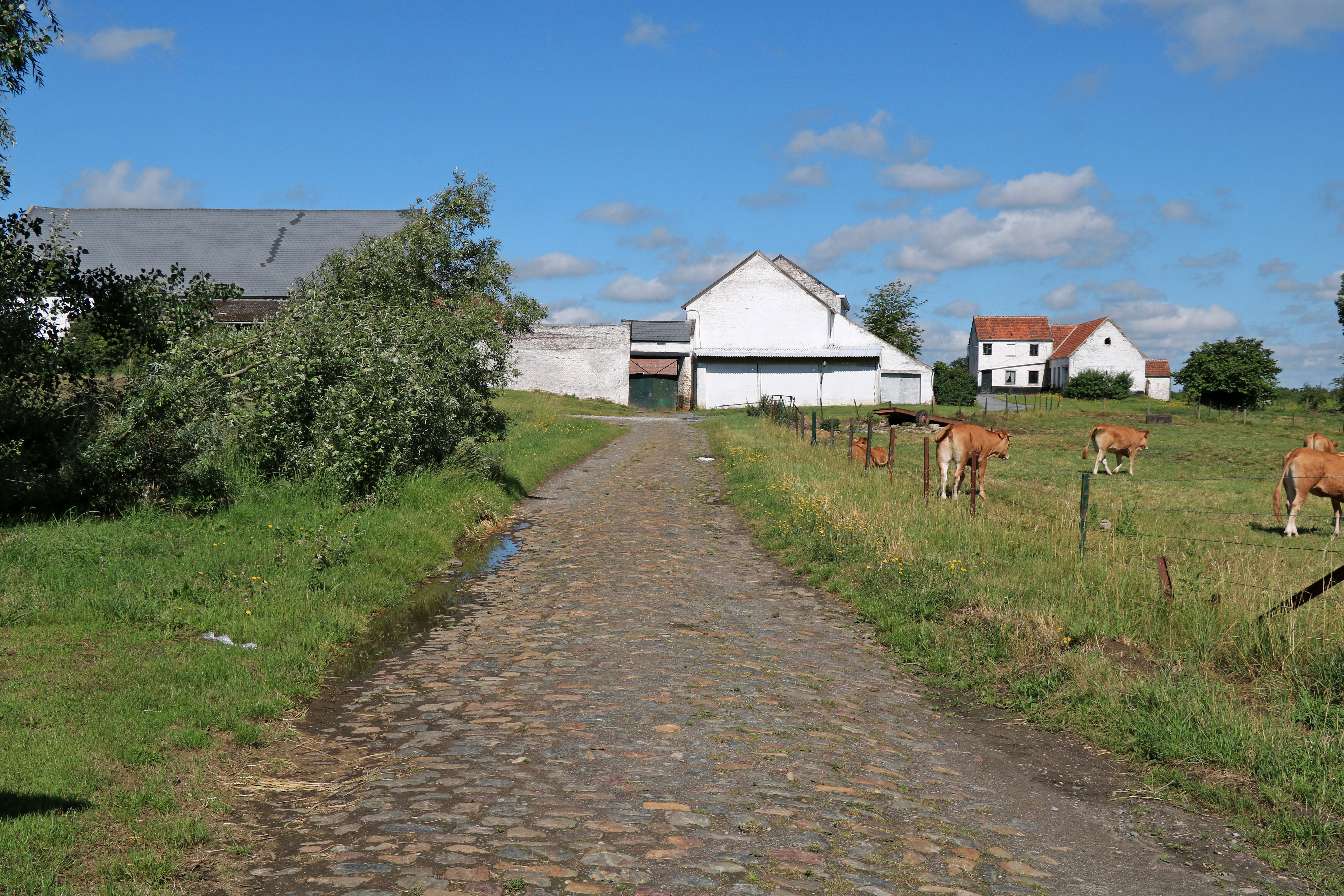
Accès principal par le porche oriental, côté route.

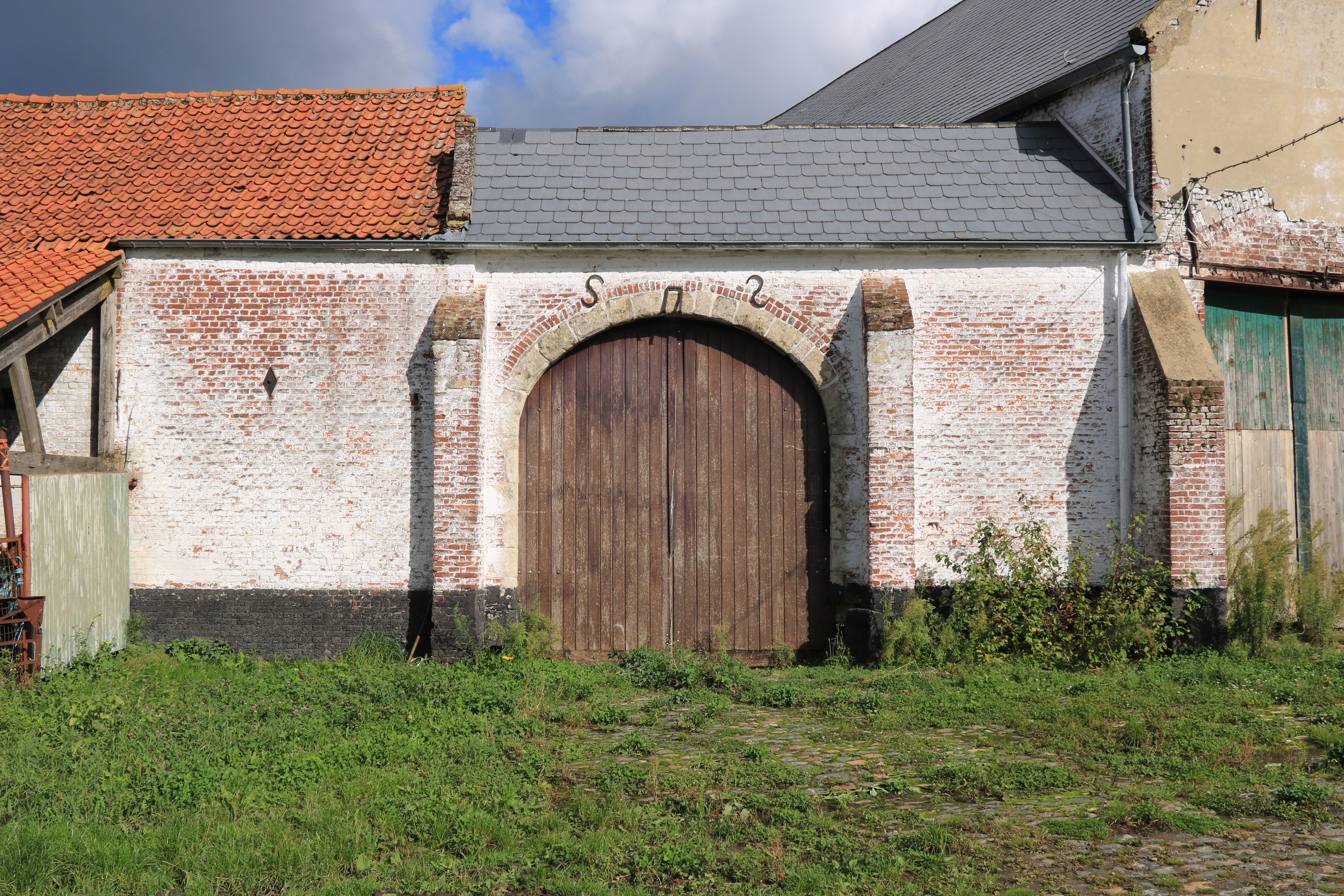
Portail sud, côté champs.

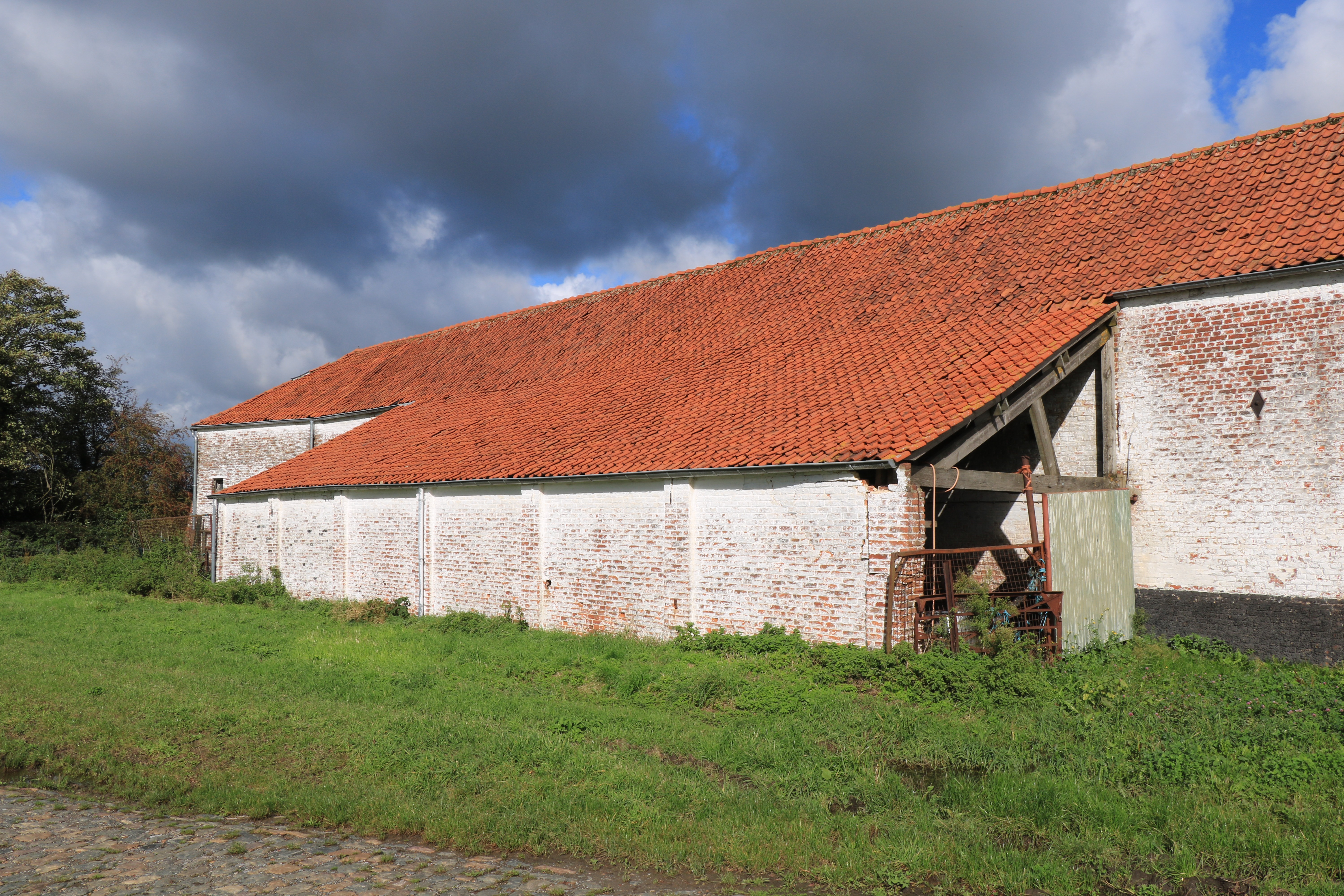
Annexe en appentis, au sud.

### Structure
La ferme présente le plan typique des grosses exploitations brabançonnes, avec une disposition en quadrilatère fermé comme la ferme du Biéreau et la ferme du Douaire.
Ce vaste quadrilatère irrégulier des XVIIIe et XIXe siècles, aménagé autour d'une cour pavée, comprend :
- le corps de logis et les écuries au nord ;
- la grange à l'est ;
- des dépendances au nord, à l'ouest et au sud.

L'accès principal, situé à l'est, consiste en un modeste porche sous linteau de bois, surmonté d'un colombier sous toiture en bâtière.

### Maçonnerie et toitures
La ferme présente une maçonnerie de briques peintes à la chaux de couleur blanche, sauf la base des murs qui, par endroits, est peinte en noir sur une hauteur d'une dizaine de briques, selon une tradition répandue dans les zones rurales du Brabant wallon que l'on retrouve par exemple à la ferme du Biéreau.
Les bâtiments possèdent une toiture en bâtière couverte de tuiles de couleur orange, sauf le corps de logis, la grange et les deux porches, qui sont couverts d'ardoises de couleur grise.

### Les bâtiments
Au nord, le corps de logis d'esprit néo-classique, daté de la première moitié ou du milieu du XIXe siècle, s'élève sur deux niveaux et demi,. La façade sur cour comprend six travées alors que la façade extérieure n'en montre que quatre. Les fenêtres rectangulaires du rez-de-chaussée sont surmontées de linteaux de pierre bleue, alors que les fenêtres des étages sont surmontées d'arcs de décharge en brique.
À droite du logis (vu de la cour), se dressent les écuries sous fenil, datées de la fin du XVIIIe siècle ou du début du XIXe siècle.
L'angle est du quadrilatère est occupé par l'accès principal, qui consiste en un simple porche sous linteau de bois, surmonté d'un colombier sous toiture en bâtière et daté de l'extrême fin du XVIIIe siècle,.
Le côté oriental du quadrilatère est occupé, au sud-est, par la grange en long, qui date du début du XVIIIe siècle mais a subi ultérieurement d'importants remaniements, tandis que les ailes occidentale et méridionale de la ferme sont constituées de dépendance sous fenils,.
Au sud, du côté de la rue Arthur Hardy, l'accès aux champs est assuré par un porche secondaire du XVIIIe siècle sous bâtière. Encadré de deux contreforts en brique, ce porche est composé d'une porte à encadrement de calcaire gréseux dont l'arc surbaissé est redoublé à l'extrados d'un arc de briques frappé de deux ancres de façade en forme de S. À gauche de ce porche se dresse une grande annexe en appentis couverte de tuiles orange.
Au nord du quadrilatère, et séparés de celui-ci, se dressent de modestes bâtiments en forme de L comprenant un logement de saisonniers et une forge.

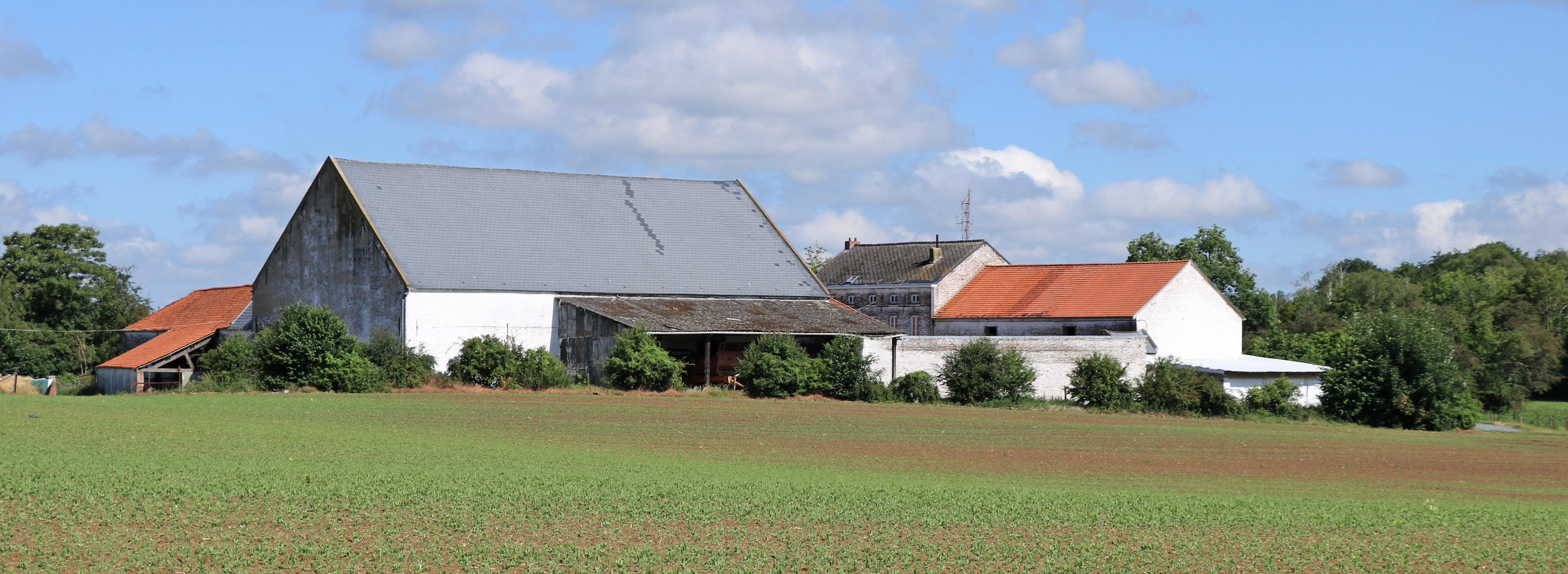
La ferme vue depuis le boulevard de Lauzelle : la grange, le corps de logis et les écuries.
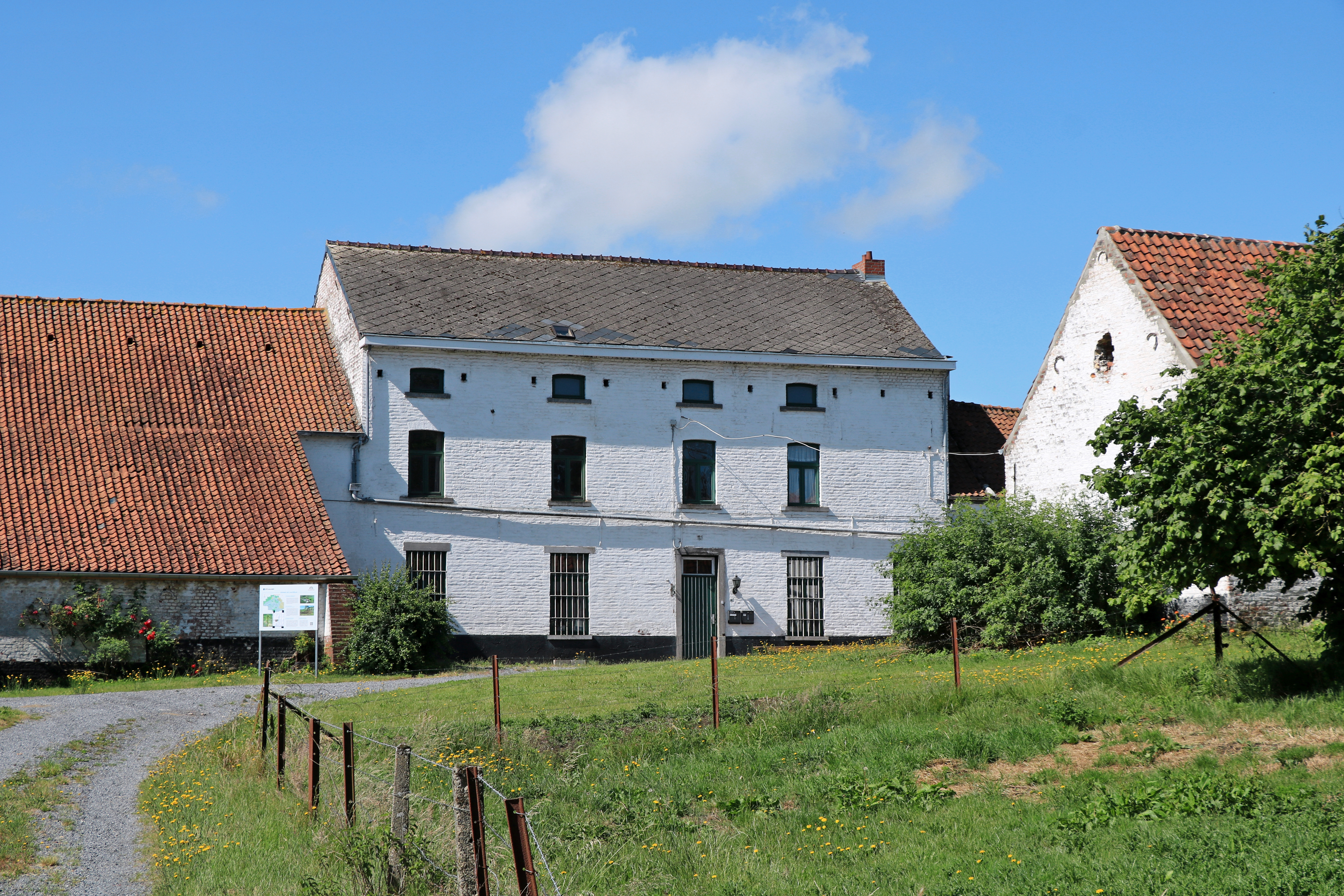
Le corps de logis.
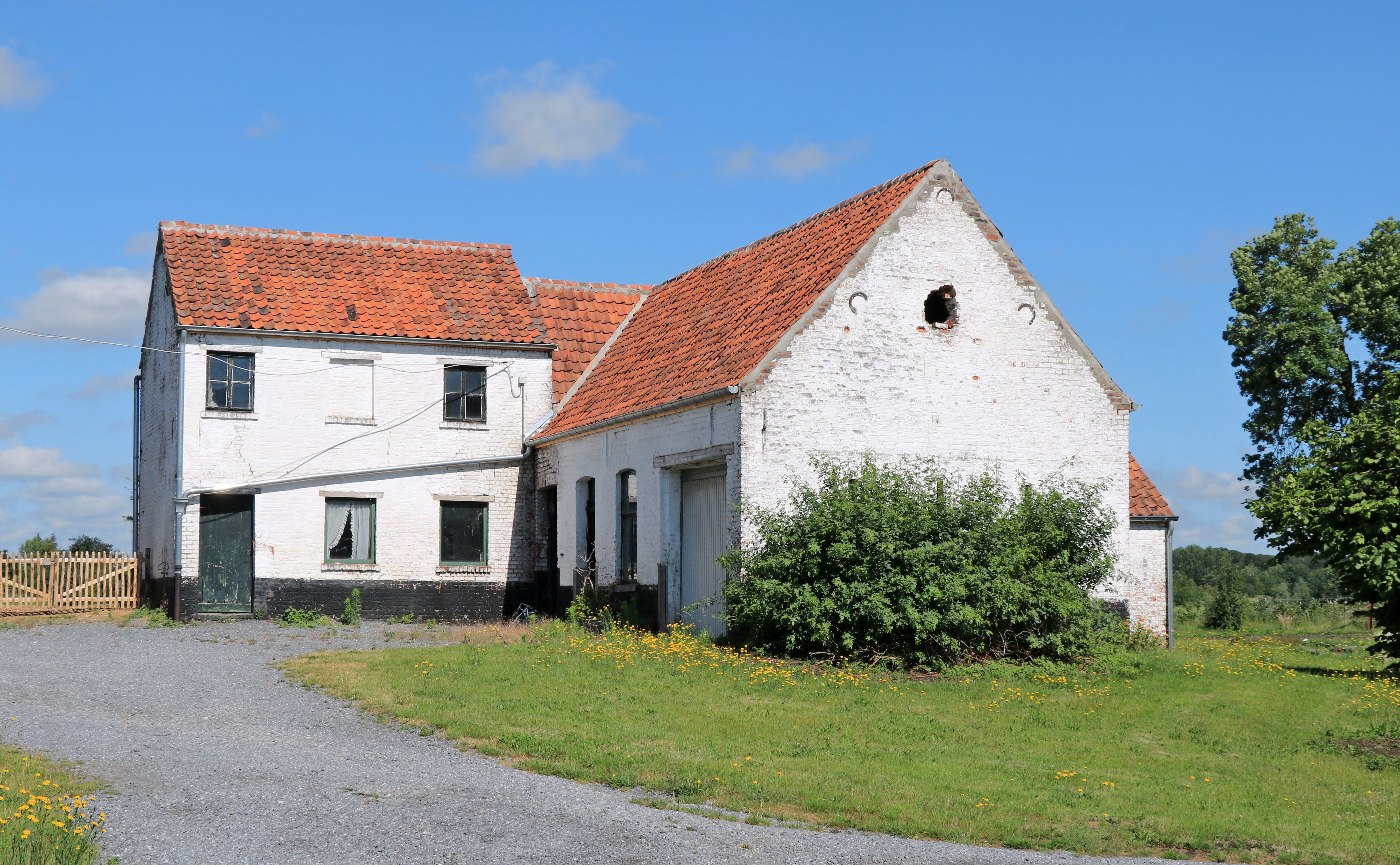
Logement de saisonniers et forge.

## Agriculture et recherche

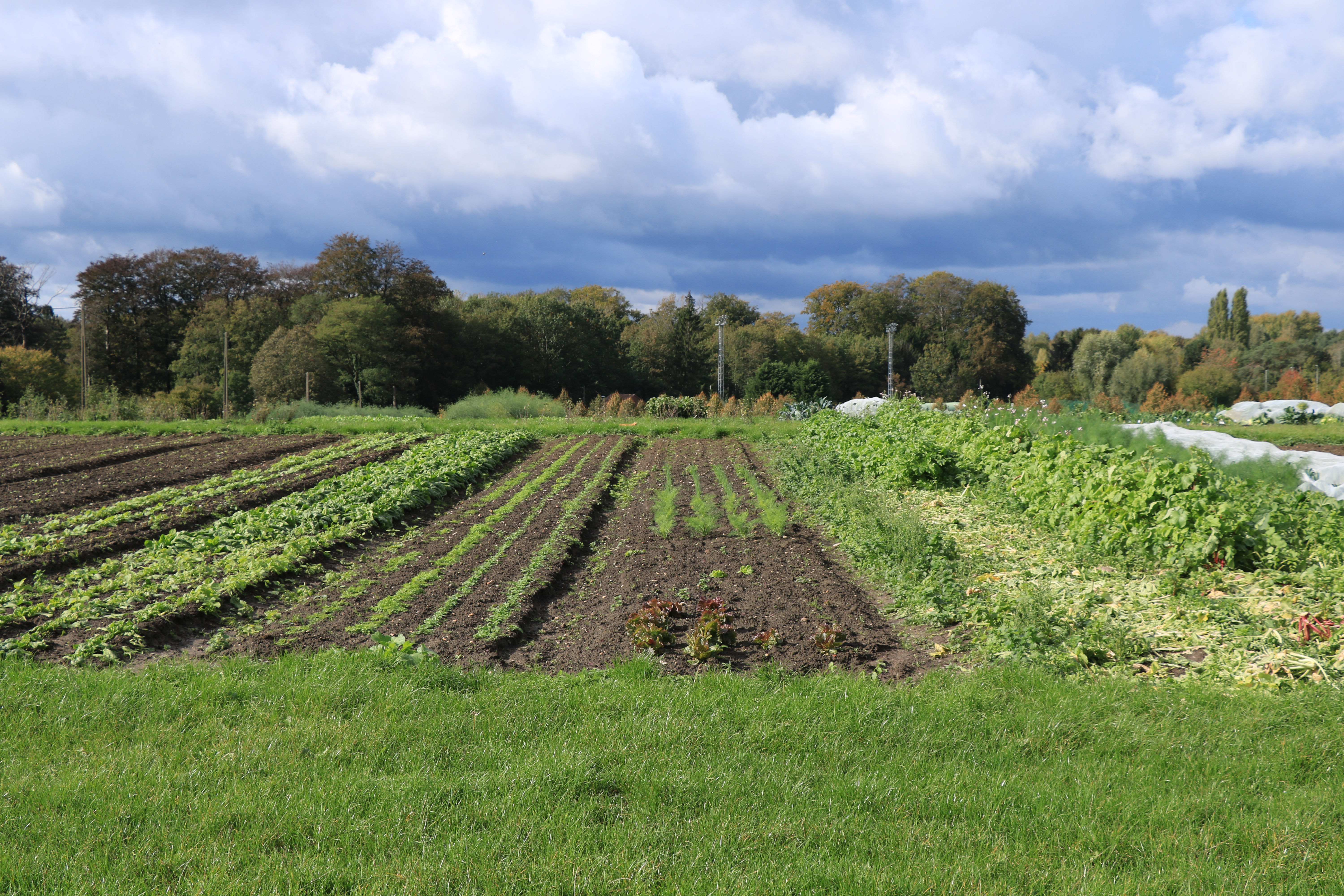
Maraîchage.

Propriété de l'UCLouvain, la ferme de Lauzelle est la première ferme universitaire consacrée à la recherche scientifique de terrain sur le maraîchage bio.
Elle est un espace d'expérimentation scientifique dédié au maraîchage biologique sur petite et moyenne surface, ouvert aux chercheurs de toutes les disciplines. Des légumes et des fruits y sont « produits en respectant le cahier des charges de l'agriculture biologique et en suivant le référentiel de l'agroécologie ». 
« Les parcelles de légumes, combinés à des arbustes et arbres fruitiers, sont cultivées manière bio-intensive et en respectant le cahier des charges de l'agriculture biologique. La marchandise est écoulée en circuit court. La création de partenariats avec les maraîchers environnants permet de répondre à leurs attentes en termes de soutien scientifique ».
« Il s'agit d'une vraie ferme, soumise notamment aux contrôles de l'AFSCA et qui recevra le label bio au début du mois prochain. Mais c'est avant tout un lieu de recherche et de service à la société qui permettra de mieux comprendre les performances et les contraintes d'une ferme en maraîchage bio », explique Philippe Baret, doyen de la faculté des bioingénieurs à l'UCLouvain, en juin 2019 au journal L'Écho.
Des recherches y sont menées en collaboration avec des maraîchers en Wallonie et à Bruxelles : « Associer des cultures en maraîchage permet d'accroître le rendement sans devoir recourir aux pesticides. Les oignons, par exemple, permettent d'éloigner les insectes nuisibles pour les carottes », explique une doctorante dont la thèse porte sur les associations de légumes. 
Enfin, des collaborations sont prévues avec la Louvain School of Management sur les ventes en circuit court.

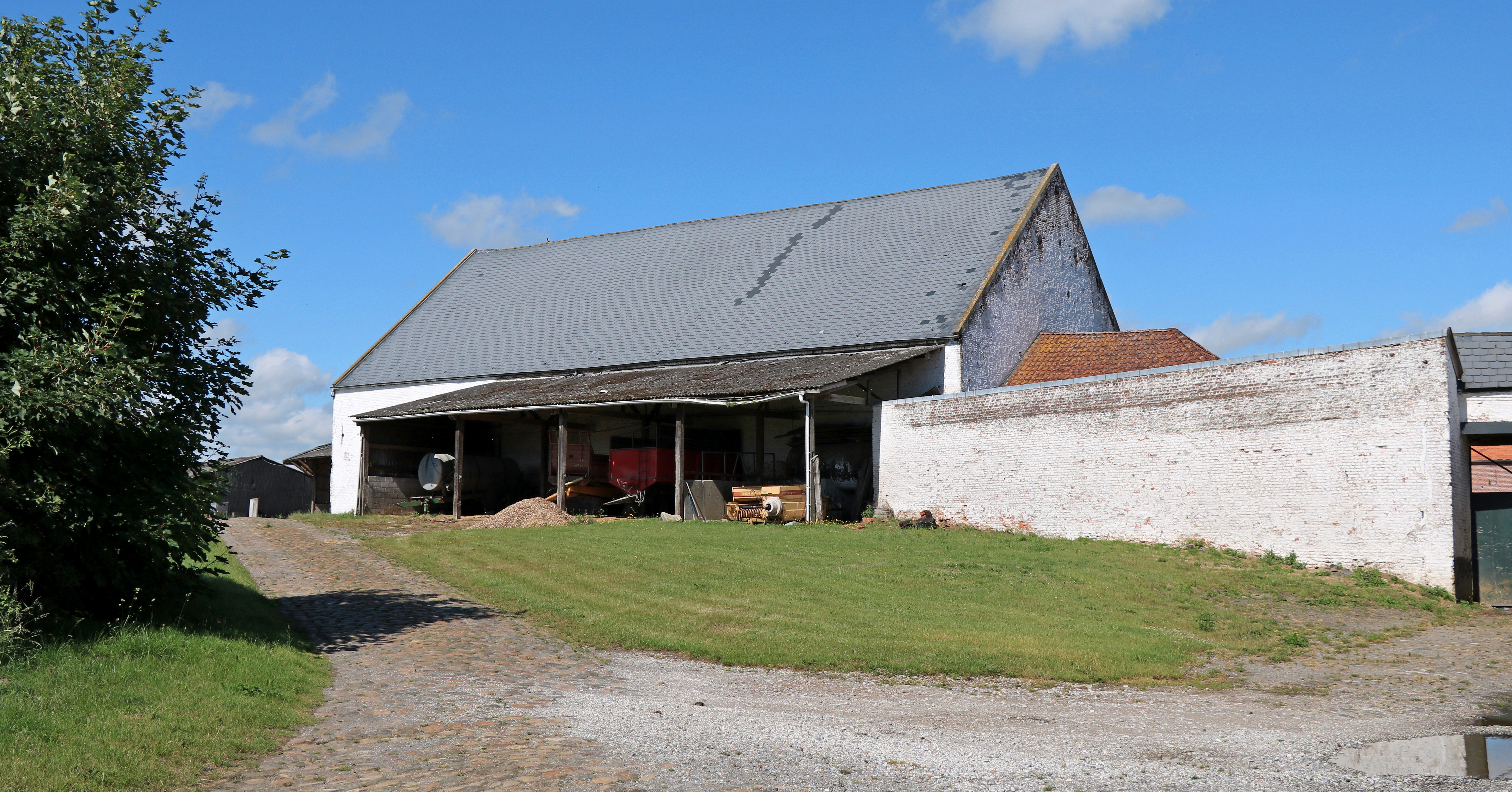
Grange.
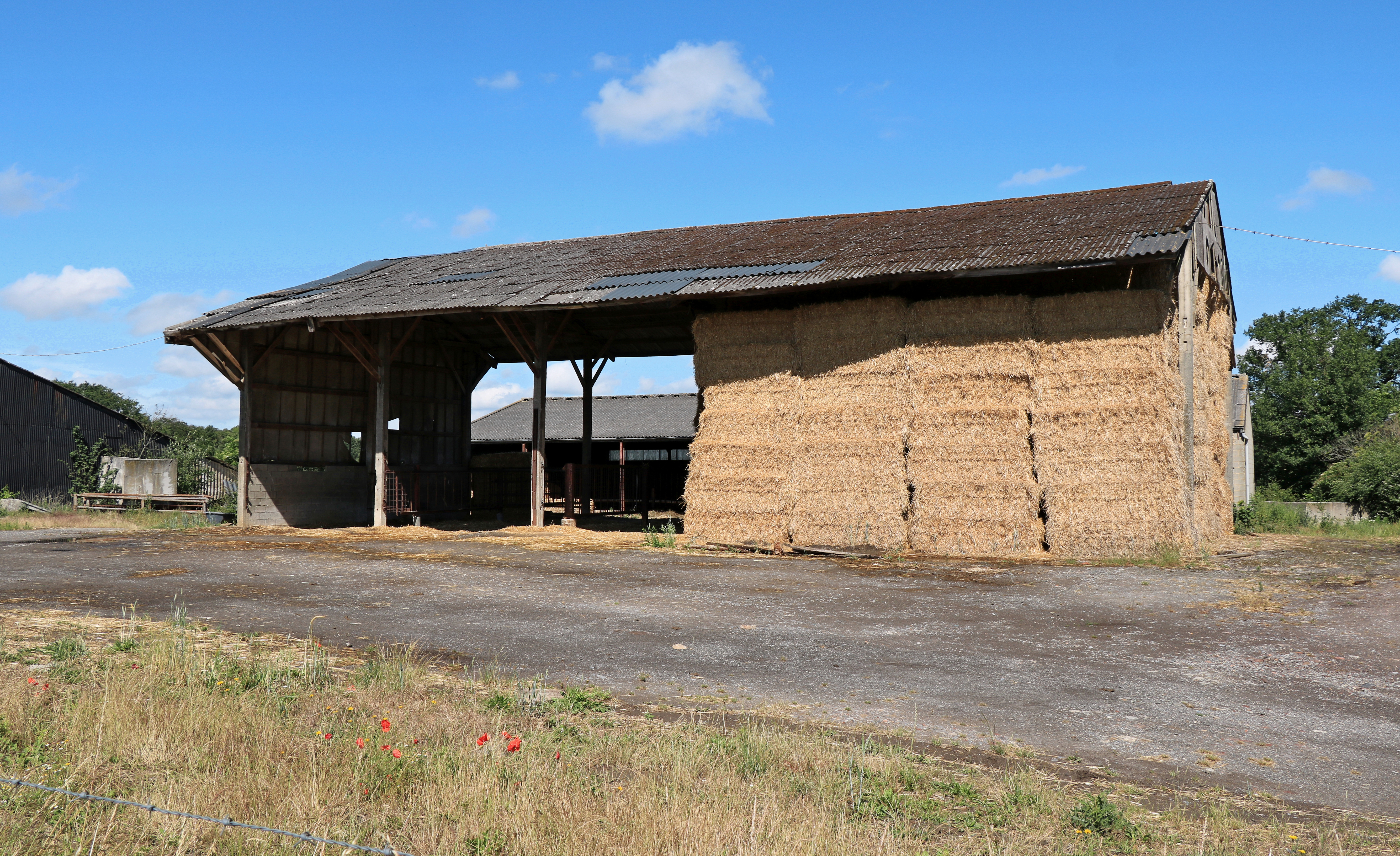
Hangar.
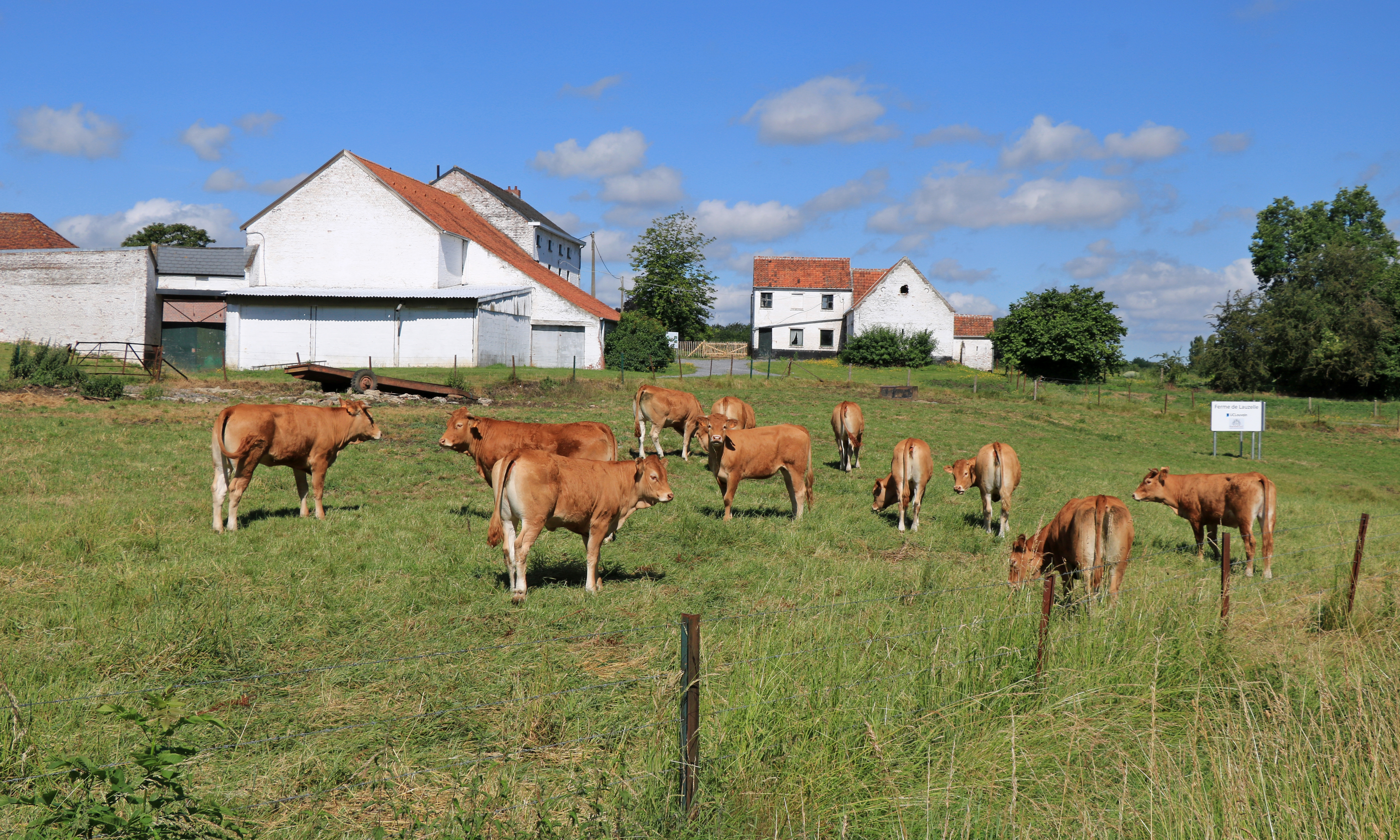
Bétail.

## Enseignement
Par ailleurs, des cours de la Faculté des Bioingénieurs et de la Faculté des Sciences de l'UCLouvain sont donnés à la ferme de Lauzelle dans des disciplines diverses et plusieurs étudiants choisissent la Ferme de Lauzelle chaque année comme terrain pour réaliser leur mémoire de fin d'étude.
Les étudiants bioingénieurs peuvent réaliser des travaux pratiques à la ferme.